# Castillo de Santa Bárbara
Castillo de Santa Bárbara är ett slott i Spanien.   Det ligger i provinsen Provincia de Alicante och regionen Valencia, i den sydöstra delen av landet, 400 km sydost om huvudstaden Madrid. Castillo de Santa Bárbara ligger 167 meter över havet.
Terrängen runt Castillo de Santa Bárbara är huvudsakligen platt, men västerut är den kuperad. Havet är nära Castillo de Santa Bárbara åt sydost. Närmaste större samhälle är Alicante, 0,54 km sydväst om Castillo de Santa Bárbara. 